# 佐賀県立佐賀西高等学校
佐賀県立佐賀西高等学校（さがけんりつさがにしこうとうがっこう、Saga Prefectural Saga Nishi High School）は佐賀県佐賀市城内に所在する公立高等学校。
略称「西高」。別名「栄城（えいじょう）」。

## 概要
校訓
質実剛健、鍛身養志
教育方針
熱（あつ）き心（若々しい情熱）、寛（ひろ）き心（思いやりの心）、毅（つよ）き心（チャレンジ精神）
教育目標
忠恕の心を忘れず、己の可能性に挑戦する
生活目標
「剛健たれ　身も心も」「誠実たれ　内にも外にも」「覇気をもて　理想に燃えて」「礼儀を守れ　上にも下にも」「勉学に徹せよ　絶えることなく」
校章
佐賀県の県鳥であるカササギが翼を広げ頭を外にして放射状に三羽並ぶ姿に「高」の字を重ねた図案である。
校歌
高田保馬作詞、清水脩作曲。4番まである。
授業
|         | 月                                    | 火                                    | 水                                    | 木                                    | 金                                    | 土                       |
| ------- | ------------------------------------- | ------------------------------------- | ------------------------------------- | ------------------------------------- | ------------------------------------- | ------------------------ |
| 1年 2年 | 50分×7限                              | 50分×7限                              | 50分×7限                              | 50分×7限                              | 50分×7限                              | 隔週に土曜セミナー・模試 |
| 3年     | 50分×7限+放課後補習(6月〜翌年1月上旬) | 50分×7限+放課後補習(6月〜翌年1月上旬) | 50分×7限+放課後補習(6月〜翌年1月上旬) | 50分×7限+放課後補習(6月〜翌年1月上旬) | 50分×7限+放課後補習(6月〜翌年1月上旬) | 隔週に土曜セミナー・模試 |

同窓会
佐賀に「栄城同窓会」がある。福岡に「福岡栄城会」、また関西、中部、首都圏にも「栄城」を冠した名の同窓会がある。

## 沿革
佐賀県立第一高等学校（男子校）
- 1781年（天明元年） - 佐賀藩第8代藩主鍋島治茂の命により、「弘道館」を創設。
  - 初代教授（校長格）には古賀精里（儒学者）が、初代助教（教頭格）には石井鶴山（漢学者）が就任。
- 1872年（明治5年） - 明治新政府の学制制定により弘道館が廃止。
- 1874年（明治7年） - 弘道館の初等教育部が勧興小学校として復活・開校。
- 1876年（明治9年）2月 - 弘道館の中等教育部が弘道館跡に「佐賀変則中学校」として復活・開校。これをもって創立年としている。
- 1883年（明治16年） - 「佐賀県佐賀中学校」と改称。
- 1886年（明治19年） - 中学校令の施行により「佐賀県尋常中学校」に改称。鹿島分校を設置。
- 1895年（明治28年） - 弘道館跡の本校舎を旧佐賀城内西地区に移転。
- 1896年（明治29年） - 唐津分校を設置。
- 1898年（明治31年） - 「佐賀県第一尋常中学校」と改称。鹿島分校が分離の上、佐賀県第二尋常中学校として独立。
- 1899年（明治32年） - 中学校令の改正により「佐賀県立第一中学校」と改称。小城分校を設置。唐津分校が分離の上、佐賀県立第三中学校として独立。
- 1901年（明治34年） - 「佐賀県立佐賀中学校」と改称。
- 1902年（明治35年） - 小城分校が分離の上、佐賀県立小城中学校として独立。
- 1919年（大正8年）10月27日 - 三養基郡中原村に三養基分校を設置。
- 1920年（大正9年）4月1日 - 三養基分校が分離の上、佐賀県立三養基中学校として独立。
- 1948年（昭和23年）
  - 3月31日 - 旧制中学校が廃止。
  - 4月1日 - 学制改革に伴い、「佐賀県立佐賀第一高等学校」（新制高等学校）と改称。

佐賀県立第二高等学校（女子校）
- 1901年（明治34年）- 「佐賀県立佐賀高等女学校」が開校。
- 1948年（昭和23年）4月 - 学制改革に伴い、「佐賀県立佐賀第二高等学校」（新制高等学校）と改称。

佐賀市立成美高等学校（女子校）
- 1901年（明治34年）- 「私立成美高等女学校」が開校。
- 1920年（大正9年） - 移管により、「佐賀市立成美高等女学校」と改称
- 1948年（昭和23年）4月 - 学制改革に伴い、「佐賀市立成美高等学校」（新制高等学校）と改称。

統合・分離
- 1949年（昭和24年）4月1日 - 上記3校を統合し、「佐賀県立佐賀高等学校」が発足。全日制課程、定時制課程、通信制課程を置く。
- 1963年（昭和38年）4月1日 - 佐賀県立佐賀高等学校が3校に分割される。
  - 佐賀県立佐賀西高等学校（全日制・定時制）
  - 佐賀県立佐賀北高等学校（全日制・通信制）
  - 佐賀県立佐賀東高等学校（全日制）3校に分離・分割。
- 1996年（平成8年）3月31日 - 定時制課程を廃止。
  - 定時制が設置されていた当時は、NHK佐賀放送局が近いこともあり、佐賀県内におけるNHK学園高等学校のスクーリング協力校であった。廃止後その役目はルーツを同じくする佐賀北高等学校に引き継がれたものの、NHK側の事情で指定解除された。
- 2021年（令和3年）10月 - 生徒が主体となった制服検討委員会が設置される[3][4]。
- 2022年（令和4年）4月 - 朝補習を廃止[5]
- 2022年7月 - 標準服制度の試験運用を行う(同年12月、2023年7月・12月にも実施)[6][7]。
- 2024年（令和6年）4月 - 制服に関する2年半の検討を受け、標準服制度が正式導入される。式典時などを除き私服での登校を認める標準服制度の導入は佐賀県内の全日制公立高校では初の事例となる[8]。

## 学校行事
1学期
- 4月 - 入学式、宿泊研修（1年）、一日旅行（2・3年）
- 6月 - 校内弁論大会
- 7月 - クラスマッチ
- 8月 - 体験入学

2学期
- 9月 - 西高祭（前夜祭・文化祭・体育祭）
- 10月 - 芸術鑑賞会
- 11月 - 校内読書会
- 12月 - クラスマッチ

3学期
- 1月 - 新春百人一首カルタ大会（3学期始業式の放課後に行われる。）、修学旅行（2年）、寒稽古（1年全員・3年進路決定者のみ強制）
- 3月 - 卒業式、高校入試、クラスマッチ

## 部活動
運動部
- 野球部 - ユニホーム胸の校名表記"EIJO"は、旧制佐賀中学時代1921年（大正10年）以来の伝統として継承している。高野連は校名・校章に準じるものとして特例で認めている[注 3][1]。
- バレーボール部
- バスケットボール部 - インターハイ（前身大会含む）に1948年から1964年まで17年間連続で出場。1953年には第6回全国高等学校バスケットボール選手権大会（インターハイの前身）、第8回国民体育大会、第8回西日本高校バスケット大会で優勝を飾った[9]
- ハンドボール部
- ラグビー部
- サッカー部
- テニス部 - 第26回全日本ジュニア選抜室内テニス選手権大会女子シングルス準優勝、第5回新春高校テニストーナメント女子シングルス優勝／男子シングルス準優勝
- ソフトテニス部
- バドミントン部
- 卓球部
- 陸上部 - 2005年度（平成17年度）ジュニア春季陸上記録会 女子第2位
- 水泳部 - 男子200ｍ平泳ぎ 第1位
- 弓道部 - 1989年度（平成元年度）全国高等学校弓道選抜大会 女子団体優勝
- 柔道部
- 剣道部
- 空手道部

文化部
- 放送部 - 第43回佐賀県高校放送コンテスト・第31回佐賀県高等学校総合文化祭放送部門：第41回九州高校放送コンテスト宮崎大会進出・第44回全国高等学校総合文化祭放送部門オーディオピクチャー部門出場
第68回NHK杯全国高校放送コンテスト： 佐賀県大会総合2位・全国大会出場
第45回佐賀県高校放送コンテスト・第33回佐賀県高等学校総合文化祭放送部門：総合2位・第43回九州高校放送コンテスト長崎大会出場
第69回NHK杯全国高校放送コンテスト：佐賀県大会総合2位・全国大会出場
第46回佐賀県高校放送コンテスト・第34回佐賀県高等学校総合文化祭放送部門：総合2位・第42回九州高校放送コンテスト佐賀大会推薦・全国総文推薦
- 合唱部 - 第63回九州合唱コンクール銀賞、第64回九州合唱コンクール銅賞
- 美術部
- 吹奏楽部 - 第22回全日本アンサンブルコンテストサクソフォン四重奏銅賞、第31回佐賀県アンサンブルコンテスト打楽器七重奏　金賞、第32回九州アンサンブルコンテスト打楽器六重奏金賞、第33回九州アンサンブルコンテスト打楽器六重奏銀賞、第34回九州アンサンブルコンテスト　サクソフォン四重奏銀賞、第50回佐賀県吹奏楽大会Ａパート金賞
- サイエンス部 - 2009年度（平成21年度）九州高等学校生徒理科研究大会最優秀賞

2021年度（令和3年度）第45回全国高等学校総合文化祭「紀の国わかやま総文2021」自然科学部門優秀賞
2022年度（令和4年度）九州高等学校生徒理科研究大会優秀賞
2023年度（令和5年度）第47回全国高等学校総合文化祭「かごしま総文2023」自然科学部門優秀賞
- 茶道部
- 演劇部
- 書道部
- 社会研究部 - 高校生クイズ出場
- ESS（English Speaking Society）
- 写真同好会
- ボランティア同好会
- 競技かるた同好会 - 2021年わかやま総文出場

## アクセス・交通・通学手段
- 自転車、バス、電車、徒歩
- バイク通学：禁止
- 最寄り鉄道駅など:
  - JR佐賀駅より徒歩25分（約2,200メートル）
  - 佐賀市交通局（佐賀市営バス）サガテレビ前停留所より徒歩4分（約250メートル）

## 周辺
- 佐賀県庁
- 佐賀大学
  - 佐賀大学教育学部附属中学校
  - 佐賀大学教育学部附属小学校
- 佐賀城本丸歴史館
- 佐賀県立美術館
- 佐賀県立博物館
- 佐賀県立図書館
- サガテレビ
- NHK佐賀放送局

## 不祥事
2024年2月7日、同年1月に実施された県下一斉模擬試験で、複数の生徒の答案用紙の一部が不正解から正解に改竄されていたことが発覚した。